# リンダ・ハリソン
リンダ・ハリソン（Linda Harrison,  1945年7月26日 - ）は、アメリカ合衆国の女優。身長168cm。

## 来歴
1945年、メリーランド州ベルリンに生まれる。父親は保育士で、母親は美容関係の仕事をしていた。6歳のころから舞台で演劇の世界に入り、地元メリーランド州のテレビ番組に出演したこともある。地元の高校を卒業後、University of Maryland at Collegeへ進学し、後にボルチモアのUniversity of Baltimoreへ編入。しかし女優になるために後に年上の姉でもあるケイ・ハリソンと共にニューヨークへ渡りモデルとしての仕事を得るが、ホームシックにかかってしまい地元のベルリンへ再び戻った。1965年にミス・メリーランドに選ばれ、今後は本格的に女優になるためオーディションなどを受けて徐々にキャリアを構築していった。彼女の作品で特に知られているのは1968年に出演したチャールトン・ヘストン主演の『猿の惑星』での人間奴隷のノバ役。それに続く第2作目『続・猿の惑星』へも同役柄で出演しており、現在でもカルトな人気を誇っている。ちなみに2001年にティム・バートン監督がリメイクした同作へも出演した。

### 私生活
1969年に映画プロデューサーとして知られるリチャード・D・ザナックと結婚し、2人の子供が生まれているが、1978年に離婚した。

## 出演作品

### 映画
- The Fat Spy (1966)
- 月世界宙がえり Way... Way Out (1966)
- プレイラブ48章 A Guide for the Married Man (1967)
- 猿の惑星 Planet of the Apes (1968)
- 続・猿の惑星 Beneath the Planet of the Apes (1970)
- エアポート'75 Airport 1975 (1974)
- コクーン Cocoon (1985)
- コクーン2/遥かなる地球 Cocoon: The Return (1988)
- ワイルド・ビル Wild Bill (1995)
- PLANET OF THE APES/猿の惑星 Planet of the Apes (2001)

### テレビドラマ
- 華麗なる世界 Bracken's World (1969 - 1970)
- Switch (1976)
- 名探偵ジョーンズ Barnaby Jones (1975, 1977)

## 参照
1. 1 2 3 4  “Linda Harrison Biography”. 2014年8月10日閲覧。